# Pachu Peña
José María Peña (Rosario, Santa Fe, Argentina, 23 de agosto de 1962), más conocido como Pachu Peña, es un humorista y actor argentino que realizó trabajos de televisión y teatro.
Es reconocido a nivel nacional por su labor humorística en el programa Videomatch donde empezó haciendo sketches solistas para luego asociarse con su amigo y compañero Pablo Granados, con quien formarían una de las más grandes duplas del humor. 
Además de coincidir en el mismo programa con Granados, también los une el hecho de ser rosarinos y simpatizantes del Club Atlético Newell's Old Boys, de dicha ciudad.

## Trayectoria
Su carrera como humorista comenzó en el programa Propuesta Joven, junto con su gran amigo y compañero, el músico, cantante, compositor y también humorista y actor Pablo Granados. Este programa fue emitido por el canal argentino Canal 3 de Rosario y que fuera emitido en esta ciudad entre 1984 y 1989. 
Su auténtico humor, fue objeto de la atención del reconocido presentador de radio y televisión, periodista y empresario Mario Pergolini, quien lo llevó a trabajar a su programa de televisión La TV ataca, junto a su amigo Pablo Granados. Luego son llamados por Marcelo Tinelli, quién en 1993 decide contratarlo para la realización de sketches humorísticos en su recordado programa Videomatch. Es así que su debut televisivo a nivel nacional de Pachu se da a través del programa , donde se inició realizando sketches solistas, siendo el más popular "El Confundido", donde se lo ve a Pachu caminando por la calle con un rollo de cartulina en la mano detrás de una persona. Cuando Pachu se acercaba a esta persona, golpeaba la cabeza de este con la cartulina y simulaba que lo confundía con alguna personalidad famosa.
Trabajó en este programa durante 10 años, donde siguió trabajando, esta vez, con su amigo Pablo. A estos dos humoristas, además de su profesión, también los unía el hecho de haber nacido en la misma localidad, y el ser simpatizantes del mismo equipo: Newell's Old Boys. Junto a Granados realizaron innumerables sketches, formando el popular dúo conocido como "Pablo y Pachu". Entre estos sketches se destacaban "Grandes poemas de pequeños autores", "Deportes en el recuerdo" y "30, 60, 90, modelos sin intereses". En total, los sketches realizados por el dúo fueron prácticamente la mayoría del repertorio del programa. 
En 2003, el reconocido productor Gerardo Sofovich decide contratarlos para realizar una nueva edición del antiguo ciclo "La peluquería de Don Mateo", la cual en este caso por tratarse de un dueto se denominó "La peluquería de Los Mateos". En esta edición, también fue contratado el humorista Freddy Villarreal, quien se encargaba de realizar papeles secundarios. Todo esto, con la actuación de Rolo Puente como él mismo, en su calidad de cliente de la peluquería donde le serruchaban el peluquín.
En el año 2004 Peña es invitado al primer programa de Videomatch junto a Pablo Granados, para hacer su clásico sketch de Grandes poemas de pequeños autores, y con la compañía de Granados y Villarreal deciden independizarse, montando su propia productora, la cual fue denominada como "LALALA Producciones". El nombre se debía a una onomatopeya utilizada por Granados en el sketch "Deportes en el Recuerdo" de Videomatch. Fruto de esta productora, nació el programa "No hay dos sin tres", en la cual además del dúo "Pablo y Pachu", cobraba relevancia la figura de Freddy. A este programa se sumarían más tarde los cómicos Alakran y Álvaro Navia, ambos con pasado también en Videomatch. Este programa, se destacaban entre otros, los sketches "Edición Chiche Bombón" (parodia del programa "Edición Chiche" de Chiche Gelblung) y "Ricos y Mocosos" (parodia de la novela "Rebelde Way"). En el primero, Pachu Peña encarnaba a "El Hombre Objeto", un extraño invitado de Chiche que comía diferentes objetos y los fusionaba en otros objetos que tengan un nombre emparentado a los anteriores, por ejemplo: Comiendo una foto de la actriz Isabel Sarli y otra foto del conductor Pancho Ibáñez, formaba como objeto una bandeja con un Pancho y una Coca, en alusión a los apodos de Ibáñez y Sarli respectivamente. Mientras que en Ricos y Mocosos, encarnaba a "Segundo, el conserje", apodado por los alumnos como "Second", justificándose que "estaba de moda hablar en inglés".  
En el año 2005, además de continuar con "No hay dos sin tres", es convocado junto a sus compañeros de trío para filmar la película "Bañeros 3: Todopoderosos", la tercera parte de la saga Bañeros, junto a Emilio Disi, Gino Renni, Guillermo Francella, Alberto Fernández de Rosa y Luciana Salazar.
En el año 2006, encara su primer trabajo sin Granados al lado, cuando se presenta el programa "Palermo Hollywood Hotel". En este programa, Pachu es acompañado por Freddy Villarreal y ahora por José María Listorti, quien también se había separado del grupo de actores cómicos que acompañaban a Marcelo Tinelli. Este programa no contaba con la presencia de Granados, quien decidió quedarse en la producción del mismo.
En el año 2007, es invitado por Telefé para formar parte del grupo de famosos que participarían en el juego Gran Hermano Famosos. Pachu abandonó voluntariamente el concurso a las dos semanas, siendo reemplazado unos días después por Melina Pitra y Robertino Tarantini.
En el año 2008, Pablo y Pachu vuelven a reunirse desmintiendo rumores de pelea y comienzan nuevamente un ciclo televisivo por la pantalla de América TV, el cual se denominaba "Lo mejor y lo peor". Un año después, son nuevamente convocados por Marcelo Tinelli para recrear los sketches de Videomatch, por la conmemoración de los 20 años del programa en la televisión, pero que en este entonces se denominaría Showmatch.
Posteriormente conduce junto a Pablo Granados el segundo ciclo del programa "Lo mejor y lo peor", pero luego denominado simplemente como "Pablo y Pachu", que se emitió por América TV.
En el año 2010 forma parte del programa "HDP, Humor de primera" y más tarde se incorpora al programa Sin codificar, luego junto a Pablo Granados en "La Noche de los Mundialistas", un programa de la televisión ecuatoriana. En el año 2011 regresa con su amigo a la televisión ecuatoriana con el programa "Granados en Pijamas".
En el año 2012 continúa con la transmisión del programa Granados en pijamas para realizar la segunda temporada con Pachu Peña quien en este año representó a Lupe quien hace recomendaciones de cierto almacén de electrodomésticos. Este programa es un éxito en Ecuador ya que muchos ecuatorianos lo sintonizan y le han tomado mucho cariño y aprecio a Pablo Granados, pues en dicho país ya tiene 3 años formando parte de TC Televisión. En ese mismo año también fue panelista en Duro de domar, transmitido por el Canal 9.
Reapareció junto a Roberto Peña en Showmatch en el mes de noviembre imitando a dos personajes mitológicos de la cultura holandesa: Sinterklaas y su asistente Zwarte Piet. En 2013 trabaja en Peligro: Sin codificar, en la pantalla de Telefé hasta fines de 2015.
En julio de 2016, vuelve a Showmatch realizando un clásico personaje de los 90 en Videomatch, Jürgen Klinsmann, "humor alemán". Aquí participa de "El Show del Chiste" donde cuenta chistes. En ese año también realiza una participación especial en la sticom Loco por vos en la pantalla de Telefé, interpretando a un oficial de policía de un museo. En noviembre realizó una participación especial en la telenovela Educando a Nina también por la pantalla de Telefé, interpretando a Puchi, el conductor de un programa de chimentos.
En el año 2017 vuelve el programa Peligro: Sin codificar en Telefe y realiza sus personajes. En el año 2018 integra el programa Repechaje, en Direct TV junto a Diego Korol y Cayetano. En el año 2021 tuvo una entrevista para el programa Caja Negra de Filo News, en el mismo estuvo contando su trayectoria laboral, como vida personal. En solamente 1 día sobrepasó las 350 mil reproducciones en YouTube. En 2022 participa en Decodificados, una miniserie secuela espiritual de Peligro: Sin Codificar junto a Yayo Guridi, Pichu Straneo, Nazareno Móttola y gran parte del elenco del desaparecido ciclo de humor. También incursiona en la conducción como presentador de su propio ciclo llamado Pachu Stream Master junto a Walter López (Walterio) y Gustavo Pavan a través de la plataforma digital Luzu TV. En este programa de variedades, se charlan de diversos temas con tono humorístico y con la participación de humoristas de Sin Codificar como invitados en cada emisión. Al año siguiente, en 2023, Pachu Stream Master estrena su 2.ª temporada, y en 2024 el programa siguió con la tercera temporada.

## Programas de TV
| Etapa                  | Programa                    | Rol                     | Canal                                      | Notas                     |
| ---------------------- | --------------------------- | ----------------------- | ------------------------------------------ | ------------------------- |
| 1984-1989              | Propuesta joven             | ¿?                      | Canal 3                                    |                           |
| 1993-2002              | Videomatch                  | Humorista               | Telefe                                     |                           |
| 2003                   | La peluquería de Los Mateos | Mateo                   | Canal 9                                    | Protagonista              |
| 2004-2005              | No hay 2 sin 3              | Segundo "Second" Cómodo | Canal 9                                    | Sketch: "Ricos y Mocosos" |
| 2006                   | Palermo Hollywood Hotel     | ¿?                      | Canal 9                                    | Reparto principal         |
| 2007                   | Gran Hermano Famosos        | Participante            | Telefe                                     | Abandona voluntariamente  |
| 2008                   | Lo peor y lo mejor          | ¿?                      | América                                    |                           |
| 2008, 2010             | Pablo y Pachu               | ¿?                      | América                                    |                           |
| 2009, 2012, 2016, 2019 | Showmatch                   | Humorista               | El Trece                                   |                           |
| 2010                   | HDP, Humor de primera       | ¿?                      | El Trece                                   |                           |
| 2010-2015 2017-2019    | Peligro: Sin codificar      | Humorista               | América Telefe Net TV\|\|Reparto principal |                           |
| 2011                   | Granados en pijamas         | Presentador             | TC Televisión                              |                           |
| 2012                   | Duro de domar               | ¿?                      | Canal 9                                    |                           |
| 2016                   | Loco por vos                | ¿?                      | Telefe                                     |                           |
| 2016                   | Educando a Nina             | Puchi                   | Telefe                                     | Participación especial    |
| 2017, 2023-presente    | Polémica en el bar          | Humorista               | América                                    |                           |
| 2021                   | Corte y confección: Famosos | Paticipante             | El Trece                                   | 8.º / 4.º eliminado       |
| 2021                   | Showmatch: La Academia      | Participante            | El Trece                                   | 17.º eliminado            |
| 2022                   | A la Barbarossa             | Humorista               | Telefe                                     |                           |
| 2022                   | Decodificados               | Humorista               | Flow                                       |                           |
| 2022-Act.              | Pachu Stream Master         | Presentador             | Luzu TV                                    |                           |
| 2023                   | Pasaplatos Edición Famosos  | Participante            | El Trece                                   | 19.º eliminado            |

## Teatro
| Teatro    | Teatro                | Teatro  | Teatro          | Teatro          |
| Año       | Título                | Rol     | Dirección       | Teatro          |
| --------- | --------------------- | ------- | --------------- | --------------- |
| 2022-2023 | Una noche en el hotel | Rafael  | Carlos Olivieri | Teatro del Lago |
| 2023-2024 | Un plan perfecto      | Antoine | Carlos Olivieri | Teatro del Lago |
| 2023-2024 | Misterio en la cabaña | Tony    | Facundo Lencina | Teatro del Lago |
| 2024-2025 | Un viaje en el tiempo | Luigi   | Diego Ramos     | Teatro del Lago |

## Películas
- Bañeros 3: Todopoderosos (2008)
- El destino del Lukong (2011) - Cameo[1]
- Bañeros 4: Los Rompeolas (2014)
- Locos sueltos en el zoo (2015)
- Bañeros 5: Lentos y cargosos (2018)
- Lennons (2023) como Patán